# Tørring
 For alternative betydninger, se Tørring (flertydig). (Se også artikler, som begynder med Tørring)
Tørring er en by i Østjylland med 2.989 indbyggere  (2024), beliggende 27 km vest for Horsens, 20 km nord for Vejle, 24 km øst for Give og 20 km nordvest for Hedensted. Tørring hører til Hedensted Kommune og ligger i Region Midtjylland.
Byen hører til Tørring Sogn. Tørring Kirke ligger i byen.

## Faciliteter
Tørring Skole har omkring 480 elever, fordelt på 0.-10. klassetrin. Tørring Gymnasium startede i 1979, flyttede i de nuværende bygninger august 1981 og blev udvidet december 2006.
Gudenåcenteret har to idrætshaller. Den største kan rumme 150 personer til foredrag eller 80 personer til spisning. Den mindste hal er godkendt til 50 personer. Mødelokalet kan rumme 20 personer til kursus eller 35 til selskaber. Centret har også svømmehal med to bassiner, det største med 25 meters længde og maksimal dybde på 3,8 meter. Tørring Idrætsforening har hjemsted i centret og tilbyder en række idrætsgrene. Centret rummer desuden Tørring Bibliotek, Borgerservice, nærpoliti og Tørring-Hammer Lokalhistoriske Forening. Tørring Teltplads, der er startsted for kanofarten på Gudenåen, hører også under Gudenåcenteret.
Hotel Gudenå er et selvbetjeningshotel med 25 værelser i den nordvestlige ende af byen, tæt ved primærrute 13.
Hjortsvang Museum er et landsbymuseum i landsbyen Hjortsvang, beliggende 4 km nord for Tørring og 9 km øst for Gudenåens udspring i Tinnet Krat.

## Historie

### Navn og geografi
Byens navn er afledt af gammeldansk thur = tør, altså det tørre område. Den oprindelige landsby er placeret på en moræneknude nord for et naturligt overgangssted på Gudenåen. Mod øst findes det store eng- og moseareal, der sammenfattende hedder Uldum Kær og bl.a. omfatter Tørring Kær. Det har været en barriere for færdslen gennem landskabet, så det næste naturlige overgangssted var Åstedbro 11 km længere nede ad åen.

### Stationsbyen
I 1879 blev byen beskrevet således: "Tørring med Kirke, Skole, en Privatskole for Børn og Kro ved Hovedlandeveien". Målebordsbladet fra 1800-tallet viser desuden et fattighus ved kirken. Landsbyen, som staves Töring, strækker sig langs Bygade. Ved åen ligger et brohus, og syd for åen er der kun spredte gårde.
Tørring blev fra 1891 endestation på Horsens-Tørring Banen. Stationen lå ikke ved den gamle landsby nord for Gudenåen, men syd for åen. Her opstod Tørring Stationsby, som på det lave målebordsblad fra 1900-tallet kaldes Nye Tørring.
I 1904 blev byen beskrevet således: "Tørring med Stationsbyen af s. Navn, ved Landevejen og Gudenaas Dal — 1/2 1901: 85 Huse og 508 Indb. —, med Kirke, Skole, Missionshus (opf. 1887), Forsamlingshus (opf. 1889), Lægebolig, Sparekasse (opr. 1880...Antal af Konti 456), Andelsmejeri, Bageri, Haandværkere, Kro og Gæstgiveri, Markedsplads (Marked i Feb., Maj, Juli, Okt. og Dec.), Jærnbanestation (Endepunkt for Horsens-Tørring Banen), Telegraf- og Telefonst. samt Postekspedition".
Tørringbanen, som den også blev kaldt, skiftede navn til Horsens Vestbaner i 1929, hvor den blev forlænget til Thyregod og fik en sidebane fra Rask Mølle til Ejstrupholm. Horsens Vestbaner indstillede persontrafikken i 1957 og blev helt nedlagt i 1962. Remisen i Tørring var revet ned allerede i 1949. Stationsbygningen fungerede efter nedlæggelsen af banen som rutebilstation, men er senere revet ned. Nu minder kun navnet Jernbanegade om banen. I dag ligger Superbrugsen Tørring der, hvor stationsbygningen var, og hele det tidligere stationsområde udgøres af byens torv, brugsbygningen og benzintanken bag brugsen. 
Mellem 1955 og 1960 voksede kirkebyen og stationsbyen sammen til én by, men de to dele har forskelligt præg: de fleste institutioner er nord for åen, men de fleste virksomheder er syd for.

### Folketal
| By                 | 1906 | 1911 | 1916  | 1921  | 1925  | 1930  | 1935  | 1940  | 1945  | 1950  | 1955  | 1960  | 1965  |
| ------------------ | ---- | ---- | ----- | ----- | ----- | ----- | ----- | ----- | ----- | ----- | ----- | ----- | ----- |
| Tørring By         | 281  | 287  | 274   | 303   | 335   | 377   | 385   | 398   | 356   | 354   | 388   |       |       |
| Tørring Stationsby | 405  | 598  | 733   | 841   | 840   | 839   | 836   | 821   | 849   | 874   | 901   |       |       |
| Tilsammen          | 686  | 885  | 1.007 | 1.144 | 1.175 | 1.216 | 1.221 | 1.219 | 1.205 | 1.228 | 1.289 | 1.367 | 1.449 |

I 1911 var fordelingen efter næringsveje i Tørring stationsby: 29 levede af landbrug, 249 af håndværk og industri, 122 af handel, 105 af transport.
I 1930 var fordelingen efter næringsveje i Tørring by: 72 levede af landbrug, 127 af håndværk og industri, 25 af handel, 23 af transport, 37 af immateriel virksomhed, 41 af husgerning, 50 var ude af erhverv og 2 havde ikke angivet indkomstkilde. I Tørring stationsby var fordelingen: 59 levede af landbrug, 433 af håndværk og industri, 127 af handel, 54 af transport, 39 af immateriel virksomhed, 72 af husgerning, 58 var ude af erhverv og 2 havde ikke angivet indkomstkilde.